# Ratpenat de les flors porto-riqueny
El ratpenat de les flors porto-riqueny (Phyllonycteris major) és una espècie extinta de ratpenat de la família dels fil·lostòmids. Era endèmic de Puerto Rico.